# Lights/Boy With Luv
「Lights/Boy With Luv」（ライツ/ボーイ ウィズ ラブ）は、BTSの日本10枚目のシングル。2019年7月3日に発売。

## 解説
両A面は日本オリジナル楽曲『Lights』と韓国にて発売されたアルバム『MAP OF THE SOUL : PERSONA』の曲である『小さなものたちのための詩（Boy With Luv）』の日本語バージョン。B面は『LOVE YOURSELF 結 'Answer'』の曲である『IDOL』の日本語バージョン。
ユニバーサルミュージック調べによると、本作のシングルCDについて、2019年5月10日から7月1日までの予約注文が日本国外からの分を含めて100万枚を突破。また、発売初日の出荷枚数は100万枚に達した。。
日本レコード協会は2019年7月度リリースにて、本作のシングルCDについてミリオンセラーに認定した。男性歌手の協会ミリオン認定は2007年8月度の秋川雅史『千の風になって』以来11年11ヶ月ぶり、外国人歌手としては1996年1月度のセリーヌ・ディオン withクライズラー&カンパニー『トゥ・ラヴ・ユー・モア』以来23年6ヶ月ぶりの認定となった。また、2019年度のオリコン年間シングルランキングにおいて6位となり、外国人歌手として年間10位以内はダイアナ・ロス『イフ・ウィ・ホールド・オン・トゥゲザー』（1990年度10位）以来29年ぶりとなった。
収録曲「Lights」は2019年7月3日に世界同時配信され、防弾少年団の楽曲として初めて日本のiTunes総合ソングチャートで1位を獲得した。また、世界41か国・地域のiTunes総合ソングチャートで1位を獲得した。
また、BTSの日本10thシングル「Lights/Boy With Luv」の発売を記念して、BTSの新曲「Lights」が2019年6月28日（金）～9月1日（日）の期間限定でユニバーサル・スタジオ・ジャパンの大人気アトラクション「ハリウッド・ドリーム・ザ・ライド」に起用された。
『Boy with luv』の公式MVは公開された24時間の間に再生数7800万回を記録した。

## CD
1. Lights [4:52]
作詞・作曲：UTA・Yohei・SUNNY BOY
2. Boy With Luv -Japanese ver.- [3:51]
作詞・作曲：PDOGG・“HITMAN”BANG・RAP MONSTER・SUGA・Supreme Boi、日本語詞：DAISUKE“KM-MARKIT”KAWAI
3. IDOL -Japanese ver.- [3:42]
作詞・作曲：PDOGG・Supreme Boi・“HITMAN”BANG・Ali Tamposi・Roman Campolo・RM、日本語詞：DAISUKE“KM-MARKIT”KAWAI

## DVD

### 初回限定盤A
1. Lights -Music Video-
2. IDOL -Music Video-

### 初回限定盤B
1. Lights (Making of Music Video)
2. Making of Jacket Photos